# Africa sotto i mari
Africa sotto i mari è un film del 1953 diretto da Giovanni Roccardi.

## Trama
Un ricco industriale mette a disposizione il proprio yacht per una spedizione scientifica nel Mar Rosso e, nell'intento di sottrarre la figlia Barbara a un corteggiatore che disapprova, incarica il comandante di costringerla con uno stratagemma a salire a bordo. Barbara, infuriata per essere stata allontanata dalla sua cerchia di amicizie, cerca in qualche modo di trascorrere il tempo e, per vincere la noia, tenta un'esplorazione sottomarina senza avvertire nessuno, ma resta impigliata in una rete e viene salvata dal comandante. Da allora, Barbara comincia pian piano ad interessarsi alle riprese subacquee, agli esemplari della fauna marina e agli altri lavori svolti dalla spedizione. Per realizzare dei filmati sulla pesca delle perle, il comandante si allontana dalla nave e corre un grave pericolo, ma viene salvato da alcuni pescatori. Barbara va verso di lui in canoa, ma rischia a sua volta di finire annegata se non intervenisse il comandante con i pescatori accorsi. Alla fine i due giovani confessano il loro reciproco amore.

## Produzione
Le vicende narrate nel film sono il pretesto per collegare tra loro i filmati realizzati in Ferraniacolor sul fondo marino, girati dallo stesso Giovanni Roccardi e dal tedesco Gerd Beyzert. Aiuto regista in questo film fu Nanni Loy.